# L'eroe dei Vor
L'eroe dei Vor (Borders of Infinity), edito anche come Miles Vorkosigan - Alle frontiere dell'ignoto. «L'eroe dei Vor», è un romanzo di fantascienza del 1987 della scrittrice statunitense Lois McMaster Bujold che fa parte del ciclo dei Vor. Il romanzo è frutto dell'unione di tre romanzi brevi, con protagonista Miles Vorkosigan nella sua veste di comandante dei Liberi Mercenari Dendarii - Le montagne del dolore (Mountains of Mourning), Il labirinto (Labyrinth, 1989) e I confini dell'infinito (Borders of Infinity, 1989) - con una storia che fa da cornice narrativa senza titolo nella quale Miles riferisce a Simon Illyan, capo della Sicurezza Imperiale. La cornice narrativa sottolinea una verifica di controllo sia finanziaria sia politica della Sicurezza Imperiale, mettendo in discussione le attività e le spese Miles nelle precedenti avventure. I romanzi brevi sono stati poi pubblicati anche come parte di altri volumi omnibus, ma senza la storia di cornice.
Il romanzo breve Le montagne del dolore ha vinto sia il premio Nebula sia il Premio Hugo per il miglior racconto.
L'eroe dei Vor è stato pubblicato in italiano per la prima volta nel 1992.

## Trama

### Il labirinto
I Liberi Mercenari Dendarii sono stati incaricati di prelevare dal pianeta del Gruppo Jackson un medico genetista, mascherando la loro visita come una sosta di routine per l'acquisto di attrezzature e rifornimenti.
Una volta arrivati sul pianeta si accorgeranno che la missione è più complicata del previsto e che non erano state fornite tutte le informazioni necessarie.

### I confini dell'infinito
Miles Vorkosigan è prigioniero dei Cetagandani e viene rinchiuso su un pianeta prigione, Dagoola IV, insieme all'esercito del pianeta Marilac sconfitto e fatto prigioniero.
Un esercito valoroso e che potrebbe fare molto comodo se qualcuno riuscisse a organizzarne la liberazione.

## Edizioni
- Lois McMaster Bujold, L'eroe dei Vor, traduzione di Annarita Guarnieri, collana Cosmo Argento n° 232, Editrice Nord, 1992,  p. 202.
- Lois McMaster Bujold, Miles Vorkosigan - Alle frontiere dell'ignoto. «L'eroe dei Vor», collana Cosmo Serie Oro. Classici della Narrativa di Fantascienza n° 188, Editrice Nord, novembre 2000, ISBN 88-429-1159-3.